# Ogi, Saga
Ogi (japanska: 小城市  ?, Ogi-shi) är en stad i Saga prefektur i Japan. Staden fick stadsrättigheter 2005.